# Ingvar Mattson
Bengt Ingvar Mattsson, född 2 mars 1963 i Kirsebergs församling, Malmöhus län, är en svensk statsvetare och ämbetsman.
Ingvar Mattson tog efter utbildning vid Lunds universitet kandidatexamen 1989. Han disputerade och blev filosofie doktor i statsvetenskap vid Lunds universitet 1995 på en avhandling om förhandlingsparlamentarism i Sverige och Norge och har undervisat och forskat vid universiteten i Lund och Linköping. Han började arbeta i Sveriges riksdag 1996, först som föredragande vid finansutskottet, från 2001 som biträdande kanslichef vid konstitutionsutskottet och från 2006 som kanslichef vid  finansutskottet. Han har arbetat med flera utredningar och kommittéer, exempelvis som ledamot av Grundlagsutredningens expertgrupp om finansmakten och som sekreterare i Riksdagskommittén. Från oktober 2014 var han generaldirektör för Statskontoret. I februari 2017 valdes han av riksdagen till en av tre riksrevisorer. Han återkom sedan till riksdagen när han den 24 september 2018 valdes till riksdagsdirektör, det vill säga chef för Riksdagsförvaltningen.